# Капелль, Пьер
Пьер Капелль (фр. Pierre Adolphe Capelle; 1775—1830) — французский 	писатель, шансонье, книготорговец, либреттист, научный редактор, печатник, драматург.
Один из основателей литературного общества «Погребок». Написал несколько водевилей, памфлет «Aneries révolutionnaires» (1802), «la Clé du Caveau», «Nouvelle Encyclopedie poétique» (1818—1819), «Dictionnaire d'éducation morale, de science et de littérature» (1810), «Manuel de la typographie française» (1826).